# Synagoga w Głogówku
Synagoga w Głogówku – synagoga znajdująca się w Głogówku przy ulicy Szkolnej 1, w pobliżu dawnych murów obronnych.

## Historia
Synagoga została zbudowana w 1864 roku, według projektu architekta i budowniczego Wilhelma Fraenkla. W latach 30. XX wieku została gruntownie przebudowana. Podczas nocy kryształowej z 9 na 10 listopada 1938 roku bojówki hitlerowskie podpaliły synagogę, jednak pożar został szybko ugaszony, aby ogień nie rozniósł się na sąsiednie budynki. W 1939 zniszczony budynek zakupił właściciel miejscowego kina, który następnie odbudował go w uproszczonej formie.
Po zakończeniu wojny budynek synagogi został gruntownie wyremontowany i równocześnie przebudowany z przeznaczeniem na magazyn. Wówczas wnętrze podzielono stropem i ścianami działowymi, częściowo zamieniono otwory okienne, rozebrano sterczyny oraz na początku lat 50. rozebrano półokrągłą apsydę, która przylegała do ściany wschodniej. Obecnie we wnętrzach synagogi znajduje się sklep.

## Architektura

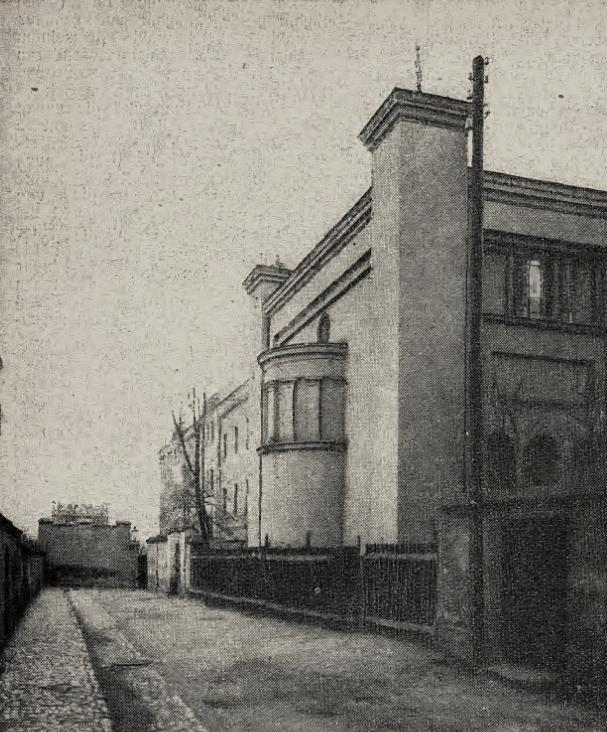
Synagoga w 1930 roku, widok na ścianę wschodnią

Murowany budynek synagogi wzniesiono na planie prostokąta o wymiarach 11,65 na 18,75 metrów. Pierwotnie w narożnikach synagogi znajdowały się wieżyczki. Wewnątrz dawniej w zachodniej części znajdował przedsionek, z którego wchodziło się do prostokątnej, głównej sali modlitewnej. Z trzech stron otaczały ją galerie dla kobiet, wsparte na żeliwnych kolumnach. Galeria znajdująca się nad przedsionkiem była wysunięta w głąb sali. Na wschodniej ścianie znajdował się bogato zdobiony aron ha-kodesz w kształcie portalu, zwieńczonego kopułą.